# Лечение
Виж още Терапия.
Лечение е процесът на възстановяване на здравето на пациента , когато в неговия организъм има болестни процеси или пациентът има някакви наранявания или физически травми. Лечението обикновено се провежда след направена диагноза и цели стимулиране и възстановяване на страдащите органи или системи в организма. Целта е пълно излекуване на организма, като при хроничните заболявания лечението може да бъде продължително, с междинни ремисии, да води до пълно излекуване в някои случаи, а в случаите когато това не е възможно се преминава към поддържащи терапии. За лечението се използват лекарства и лекарствени продукти.
За лекуването на по-тежките хронични заболявания понякога се използват иновативни или алтернативни методи. В някои случаи, когато определен орган престане да функционира се прибягва и до трансплантации.